# 1972年夏季残疾人奥林匹克运动会捷克斯洛伐克代表团
1972年夏季残疾人奥林匹克运动会捷克斯洛伐克代表团是捷克斯洛伐克派出的1972年夏季残疾人奥林匹克运动会代表团。获得1枚铜牌。